# Essere qui
Essere qui è il quinto album in studio della cantautrice italiana Emma, pubblicato il 26 gennaio 2018 dalla Universal Music Group.

## Descrizione
Costituito da undici brani, l'album, prodotto dalla stessa cantante insieme a Luca Mattioni, segna il ritorno dell'artista salentina dopo due anni dal precedente Adesso. Alla stesura del disco hanno partecipato svariati autori, tra cui Giuliano Sangiorgi dei Negramaro, Dardust, Giovanni Caccamo e Roberto Casalino.

Emma ha presentato il disco affermando:

## Promozione
L'uscita dell'album è stata anticipata dalla pubblicazione del singolo L'isola, avvenuta il 5 gennaio 2018. Ad esso hanno fatto seguito Effetto domino, uscito il 2 marzo, e Mi parli piano, uscito il 4 maggio 2018.
La promozione del disco è inoltre avvenuta attraverso un instore tour, che ha portato la cantante a firmare le copie dell'album presso le principali librerie Mondadori d'Italia, e con l'Essere qui Tour, partito a maggio 2018.
Il 13 aprile 2018 Essere qui è stato commercializzato anche in Giappone: per l'occasione, il 21 dello stesso mese Emma ha presentato l'album dal vivo a Tokyo nell'ambito dell'edizione 2018 del festival Italia, amore mio!. Il 25 aprile l'album è stato presentato dal vivo anche a Las Vegas, in occasione della Billboard Latin Music Week.
Il 16 novembre 2018 è stato distribuito Essere qui - Boom Edition, riedizione dell'album contenente in più quattro inediti, tra cui il singolo Mondiale.

## Accoglienza
| Recensione       | Giudizio |
| ---------------- | -------- |
| All Music Italia |          |
| Rockol           | 7/10     |

Fabio Fiume di All Music Italia ha assegnato al brano un punteggio di 8,5 su 10, scrivendo che per la prima volta la cantante è stata in grado di esprimere «delicatezze interpretative» e «lasciando da parte la sua irruenza vocale», descrivendo i brani come «indovinati» e «giusti». Anche Mattia Marzi di Rockol si sofferma sulla vocalità di Marrone, trovando che «lavora sul controllo della voce, esplorando sfumature nuove, più dolci e meno aggressive» interpretando i testi con una «dolcezza sorprendente». Marzi associa l'attitudine della cantante a quelle di Gianna Nannini e Loredana Bertè, attraverso «sfacciataggine e irriverenza», trovando nel progetto «un'evoluzione del precedente album; [...] uscendo fuori dai suoi territori senza paura di rischiare».
Alessandro Alicandri di TV Sorrisi e Canzoni definisce il progetto «una sintesi perfetta di quello che l'artista è stata finora, ma non ha mai saputo di essere», attraverso un album «omogeneo e vivo». Musicalmente Alicandri scrive che l'album «non insegue mode e produzioni di tendenza» dalle sonorità pop-rock in cui la cantante si esprime «dal parlato quasi rappato, dai vocalizzi dolcissimi fino agli acuti più potenti».

## Tracce
1. L'isola – 4:18 (Roberto Angelini, Gigi Canu, Marco Baroni)
2. Le ragazze come me – 3:25 (Davide Petrella, Dario Faini)
3. Sottovoce – 3:15 (Gianni Pollex, Leonardo Lamacchia, Roberto Gulielmini, Stefano Milella)
4. Mi parli piano – 3:24 (Roberto Casalino, Davide Simonetta)
5. Effetto domino – 3:43 (Davide Petrella, Federica Abbate)
6. Le cose che penso – 4:02 (Erica Mineo)
7. Portami via da te – 3:47 (Giuliano Sangiorgi)
8. Luna e l'altra – 3:48 (Giulia Anania)
9. Malelingue – 3:40 (Roberto Casalino, Nicco Verrienti)
10. Sorrido lo stesso – 3:19 (Emma Marrone, Giovanni Caccamo, Alessandra Flora)
11. Coraggio – 6:04 (Naskà)

Tracce bonus nella Boom Edition
1. Mondiale – 3:34 (Lorenzo Urcillo, Matteo Mobrici, Federico Nardelli)
2. Incredibile voglia di niente – 3:33 (Emma Marrone, Dario Faini, Diego Mancino)
3. Nucleare – 4:11 (Lorenzo Urcillo, Luca Serpenti, Enrico Lanza)
4. Inutile canzone – 6:22 (Emma Marrone)

Durata totale: 17:40

## Formazione
Musicisti
- Emma – voce, cori
- Luca Mattioni – arrangiamento, tastiera, programmazione, synth
- Adriano Viterbini – chitarra
- Andrea Rigonat – chitarra (traccia 8 e 9)
- Paul Turner – basso (traccia 1-3, 5 e 9)
- Lorenzo Poli – basso (traccia 4, 6, 7, 10 e 11)
- Enrico "Ninja" Matta – batteria

Produzione
- Luca Mattioni – produzione
- Emma – produzione
- Matt Howe – registrazione, missaggio
- Chris Gehringer – mastering

## Classifiche

### Classifiche settimanali
| Classifica (2018) | Posizione massima |
| ----------------- | ----------------- |
| Italia            | 2                 |
| Svizzera          | 16                |

### Classifiche di fine anno
| Classifica (2018) | Posizione |
| ----------------- | --------- |
| Italia            | 15        |

## Riconoscimenti
- Music Awards
  - 2018 – Album Oro[18]